# 天蝎座V856
天蝎座V856，又名CD-3810893，HD 144668、SAO 207367、HR 5999，是天蝎座的一颗恒星，视星等为7.05，位于銀經339.52，銀緯9.38，其B1900.0坐标为赤經16h 1m 52.1s，赤緯-38° 9.38′ 13″。